# 核子基因
深圳市核子基因科技有限公司或核子基因集团，简称核子基因，是中华人民共和国的一家从事基因技术研发和应用的企业及医学检验机构，成立于2012年。2022年11月因其核酸检测问题而受到广泛关注。

## 历史
核子基因由张核子、巴颖夫妻共同创办。张核子的父亲是一名普通中学教师，因其为理工科出身，当时为其三兄弟起名核子、电子和原子。“张核子”的命名来源是家里人希望孩子成为科学家。根据公开信息，张核子就读于中国医科大学，在校期间与巴颖相识，曾是中国首批DNA鉴定研究生，二人也合作发表论文。毕业后作为高新技术人才被引进到深圳市公安局工作，并参与筹办DNA鉴定中心。巴颖毕业后也被分配至深圳工作，到深圳市第二人民医院任主治医师。两人在2000年前后开始经商，起初从事装修、零售等领域。2000年6月26日，张核子从深圳市公安局离职创立深圳市红石别墅装饰公司。2003年，又成立了深圳市联动通信发展有限公司，后于2006年成立深圳市红石房地产顾问有限公司。张核子作为股东之一，在2005年又成立了深圳杰丝碧尔服饰有限公司。不过杰丝碧尔服饰、联动通信公司和红石房地产均被市场监管部门吊销。
2012年，张核子与巴颖成立深圳市核子基因科技有限公司。2013年，张核子成立广东华曦法医物证司法鉴定所，并建立其第一个具有司法鉴定许可证资质的实验室。2014年，湖南核子基因科技有限公司成立，同年长沙华正医学检验所成立并取得医疗机构执业许可证。2015年，张核子成立深圳华曦医学检验所，并取得医疗机构执业许可证。同年，广州核子基因公司成立，并成功取得广州华中司法鉴定所资质。2016年，核子基因开始通过加盟模式迅速扩张，公司于2016年启动“百牌万店”计划，即在全国开设100家实验室，并取得国家牌照，并在全国开设10000家核子基因健康中心。集团旗下重庆、成都、杭州、贵阳、海口、武汉等实验室业相继成立，并获得相关司法、医疗资质。为了提升代理商的运营能力，核子基因专门开设了核子商学院，位于深圳市观澜湖高尔夫球会内。2020年2019冠状病毒病疫情爆发后，核子基因暂停基因小屋的加盟工作。
2020至2022年11月，核子基因旗下设立数十家“核子华曦”系列的公司。自2022年7月起，张姗姗开始担任多家“核子华曦”医学检测实验室的监事一职。
2023年6月15日，核子基因发生工商变更，在经营范围中增加“非居住房地产租赁”，市场观点称核子基因意欲进入保障性租赁住房市场。6月30日，深圳市住房和建设局表示，核子基因公司在深圳未展开保障性租赁住房相关业务。除此之外，核子基因还在郑州、山东和海南公司均增加了地产租赁业务。

### 股权变动
2012年核子基因成立时，公司初始注册资金为100万元，2013年增加到1000万元，巴颖、张核子分别持有20%、80%的股权。截至2022年11月，公司注册资金约为3707万元。
2016年起，核子基因开始引进多家有限合伙企业股东。当年3月，张核子持股比例降至76.07%，深圳红珏资本合伙企业则成为核子基因持股4.9%的股东。截至2022年，有7家有限合伙企业各持有核子基因接近19%的股份，合伙人不少都是核子基因的员工。

## 业务
核子基因集团以司法鉴定、医学检验、科研服务与健康管理为主要业务。集团旗下有44家子公司，29家实验室主要覆盖省会城市。其中司法鉴定为起家业务，此后随着加盟模式的引入，业务迅速扩张，推出消费级基因检测产品“基因小屋”，包括“儿童天赋基因检测”项目和胎儿亲子鉴定。官方介绍称，核子基因的“核子小屋”项目平均装修2至3万元，平均月租金3000至5000元，配备2名咨询师，前期投资5至8万。2019年4月，核子基因开放“全独家代理模式”，即在区、县独家代理核子基因全系列的基因产品，并享受年度返利、免费上门服务等九大服务。截至2018年7月，核子基因在中国大陆有900个代理商，有基因小屋实体店约400家。该公司也与网贷平台、互联网分期平台合作发展代理商。
2019冠状病毒病疫情发生后，该公司业务核心开始向COVID-19核酸检测转移。2020年2月4日，核子基因召开线上会议发起动员，2月13日全面启动抗疫工作模式。根据官方介绍，该公司已进行核酸检测超7亿人次，并多次在政府招标中中标，为学校、政府部门以及部分酒店进行核酸检测服务，曾连续三次中标山东大学的核酸检测项目。该公司还在2021年6月申请过核酸采样相关专利。公司也参与投资核酸检测亭的建设业务，在天津市多个市辖区提供320个核酸服务点。

## 荣誉
2018年，核子基因在亚太精准医疗年度盛典上获的“亚太十佳基因检测品牌”荣誉。

## 参与组织
2017年，深圳华曦医学检验所成为广东省精准医学产业技术创新联盟创始会员。2018年，核子基因正式成为亚太精准医疗联盟会员单位。

## 争议事件

### 创始人关系
2022年11月，有网民爆料称，核子基因创始人之一张核子是张旅天之子、中国核试验基地主要建设者张蕴钰将军之孙，张珊珊是张旅天孙女、张蕴钰将军曾孙女。11月28日，张蕴钰之子张旅天表示其本人已报警，强调相关信息属谣言。解放军新闻传播中心旗下账号“钧正平工作室”评论称，将一位革命家与一个企业恶意关联、编造谣言，挑动负面情绪，对国家、社会及其家人造成极大的伤害，形容其行为恶毒。另有网传消息称，核子基因另一创始人巴颖是中国工程院院士巴德年之女。但有关信息也被巴德年本人证实是谣言。

### 非法跨省开设司法鉴定机构分支机构
2015年12月起，核子基因旗下广东华曦法医物证司法鉴定所在绍兴越州医院设立亲子鉴定接案点，并在该处开展案件受理、采样等活动。广东省司法厅表示，司法鉴定机构跨省设立分支机构需经拟设分支机构所在行政区域的省级司法行政机关审核登记，还应报司法鉴定机构所在行政区域的省级司法行政机关同意，其行为属非法行为。广东省司法厅对其做出警告的行政处罚，并责令改正。

### “天赋基因检测”涉嫌虚假宣传
2019年，湖南公共频道曾对长沙一家核子基因门市进行暗访，重点调查了该公司推出的“天赋基因检测”项目，后经专业人士打假。随后该公司因涉嫌虚假宣传和违规使用广告宣传，被长沙市雨花区市场监管局立案调查。

### 核酸检测相关问题
核子基因旗下实验室在进行COVID-19核酸检测期间，曾多次出现问题被当地监管部门通报并处罚。2020年以来，邢台、长沙、兰州、深圳等多地核子华曦相关的实验室均被当地开出罚单，涉及原因包括涉嫌谎报检测结果、对工作人员管理不严格、使用非卫生技术人员从事医疗卫生技术工作等。例如在2020年4月，核子基因因涉嫌违规操作被济南市相关部门处罚。2021年1月，核子基因在河北省隆尧县的核酸检测中称样本全阴而遭受处罚。
针对核子基因的核酸检测相关问题，有网民调侃“开到哪里，哪里疫情暴发”，质疑可能存在官商勾结及利益输送。而张姗姗虽任多家核子华曦实验室的高管，但其并不是核子基因的主要股东，其与张核子、巴颖关系不详。
11月28日，深圳市南山区卫生健康局相关人士就此事表示，该局对辖区内核酸检测实验室的监管非常严格，每一家实验室都会派监督员驻点检查。一旦发现问题，该局将要求立即进行整改。
2023年1月上旬，大连核子华曦医学检验实验室有限公司、青岛核子华曦医学检验实验室有限公司、泉州核子华曦医学检验实验室有限公司均已发布注销备案信息，注销原因均为决议解散。

## 外部連結
- 官方网站